# Hopmuseum

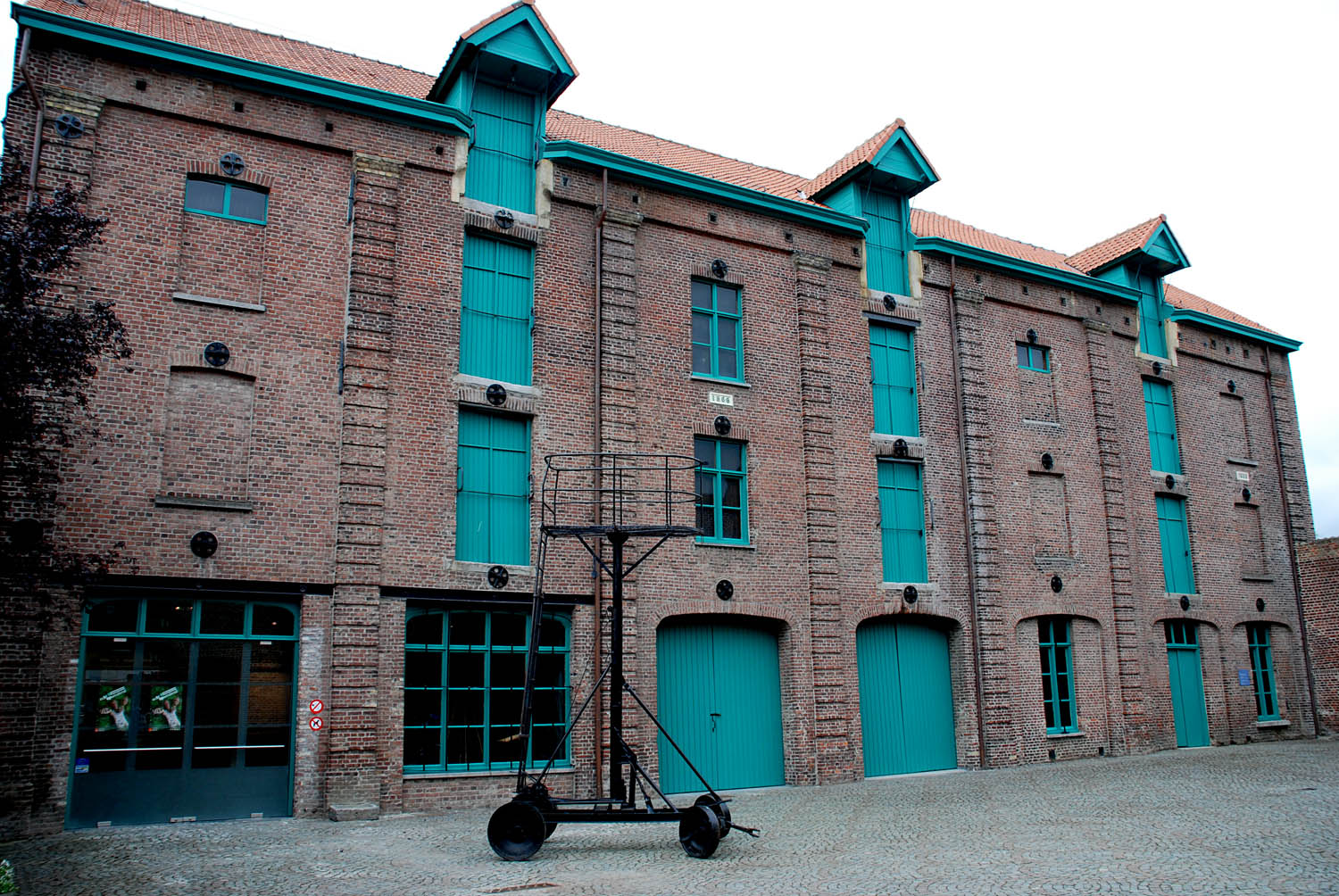
Het Stadsschaal-complex

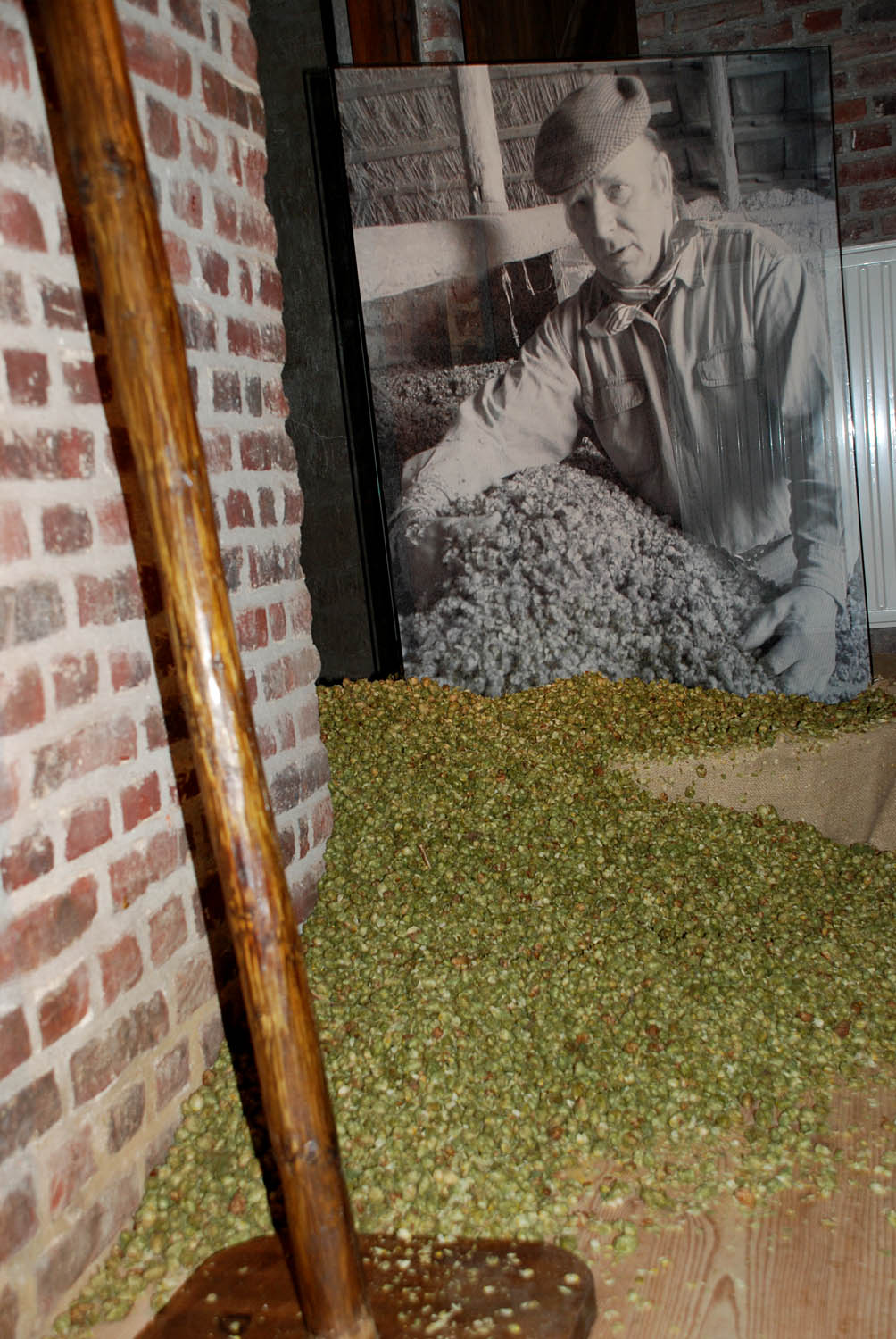
In het Hopmuseum

Het Hopmuseum in het Vlaamse Poperinge toont de geschiedenis van de hop vanaf de 13e eeuw. Het museum is gevestigd in het Stadsschaal-complex (waag) waar vroeger hop werd gewogen, gekeurd en gestapeld. Het in 1979 geopende museum werd in 2005 grondig gerenoveerd. Sindsdien is er de mogelijkheid tot het volgen van een auditieve begeleiding. 
Het museum laat de geschiedenis van de hop in Poperinge zien. Alles wat met hop te maken heeft, van de beginjaren van Poperinge tot nu, wordt tentoongesteld, verdeeld over vier verdiepingen:
- Niveau 3: Waar de hop vandaan komt, hoe ze in Poperinge is terechtgekomen en welke variëteiten er zijn.
- Niveau 2: Hoe men hop teelt/teelde.
- Niveau 1: Hoe men hop oogst/oogstte (voor de jaren 1950 manueel, daarna machinaal).
- Niveau 0: Hoe de verwerking verloopt/verliep en waar men hop voor gebruikt.